# (9015) 1985 VK
(9015) 1985 VK là một tiểu hành tinh vành đai chính. Nó được phát hiện bởi Poul Jensen ở Brorfelde Observatory in Denmark ngày 14 tháng 11 năm 1985.